# Carl Friedrich Rudolf Smend
Carl Friedrich Rudolf Smend (n. 15 ianuarie 1882, Basel, Elveția – d. 5 iulie 1975, Göttingen, RFG) a fost un specialist german în drept constituțional și drept ecleziastic.

## Biografie
Fiu al profesorului de teologie Rudolf Smend, Carl Friedrich Rudolf Smend a studiat începând din 1900 la universitățile din Basel, Berlin, Bonn și Göttingen, absolvind studiile la Göttingen în 1904 cu o lucrare de disertație premiată despre privire la relația dintre Constituția Prusacă din 1850 și Constituția Belgiei. A devenit habilitat în 1908 cu o teză despre Reichskammergerichte, elaborată sub îndrumarea lui Albert Hänel la Universitatea Christian-Albrecht din Kiel.

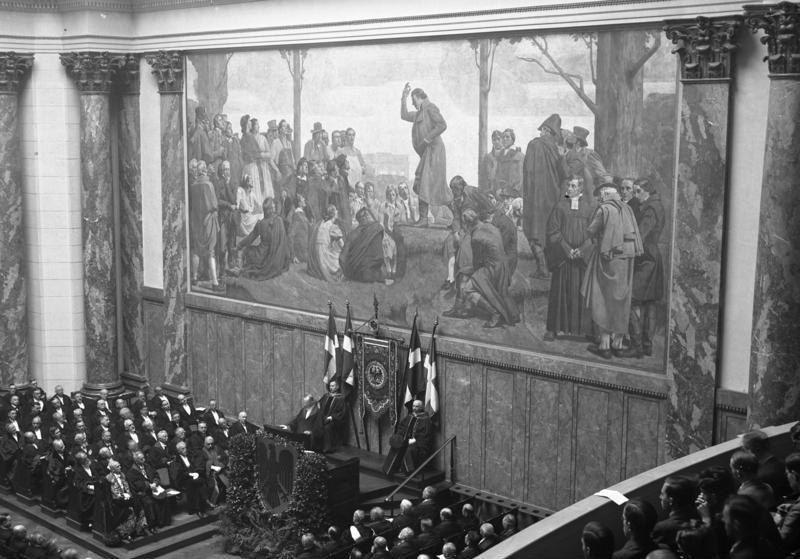
Profesorul Rudolf Smend la Universitatea din Berlin de ziua fondării Imperiului German, ianuarie 1933

În 1909 Smend a fost numit profesor asociat la Greifswald, apoi în 1911 a fost numit profesor universitar la  Tübingen. În 1915 s-a mutat la Bonn și în 1922 s-a transferat la Universitatea Friedrich-Wilhelm din Berlin. În acest timp, Smend a fost membru al Partidului Național Popular German (DNVP) de orientare antirepublicană. Spre deosebire de alți cetățeni germani, totuși, el s-a menținut la distanță de mișcarea național-socialistă. La presiunea Ministerului Educației, care dorea să elibereze postul de la Berlin pentru numirea avocatului SS Reinhard Höhn, Smend a trebuit să accepte în 1935 o numire ca profesor la Universitatea din Göttingen, unde a rămas până la moartea sa.
După război, Smend a fost primul rector postbelic al Universității din Göttingen și a contribuit în mod semnificativ la reluarea rapidă a activităților de predare și cercetare. Ca reprezentant al teologiei universitare, el a semnat în octombrie 1945 declarația de recunoaștere a vinovăției de la Stuttgart. Din 1944 până în 1949, el a deținut funcția de președinte al Academiei de Științe de la Göttingen. La sugestia lui, a fost fondat în 1946 Institutul de Drept Ecleziastic al Bisericii Evanghelice din Germania, al cărui prim conducător a fost Smend. După pensionare (1951) a continuat să predea drept ecleziastic până în 1965 și drept constituțional chiar până în 1969. În 1970 i-a succedat la conducerea Institutului de Drept Ecleziastic Axel Freiherr von Campenhausen, care a urmat în 2008 de Hans Michael Heinig. 
Smend a obținut patru doctorate onorifice și i-au fost dedicate două lucrări omagiale. În 1951 a fost unul dintre fondatorii revistei Zeitschrift für evangelisches Kirchenrecht și a redactat începând din 1948 pentru revista Archiv des öffentlichen Rechts. Din 1946 până în 1955 a făcut parte din Consiliul Bisericii Evanghelice din Germania.

## Distincții
- 1910: Ordinul Coroanei Prusiei clasa a IV-a
- 1952: Crucea Federală de Merit a Republicii Federale Germania
- 1961: Medalia de stat a landului Saxonia Inferioară
- 1967: Steaua Crucii Federale de Merit[9]

## Scrieri
- Das Reichskammergericht. Geschichte und Verfassung. Böhlau, Weimar 1911; Neudruck: Scientia, Aalen, 1965.
- Ungeschriebenes Verfassungsrecht im monarchischen Bundesstaat. În: Festgabe für Otto Mayer. Zum 70. Geburtstag dargebracht von Freunden, Verehrern und Schülern. Mohr, Tübingen, 1916, pp. 247–270.
- Verfassung und Verfassungsrecht. Duncker & Humblot, München, 1928.
- Staatsrechtliche Abhandlungen. Duncker & Humblot, Berlin 1955; 3. Auflage 1994 (inkl. Bibliographie).
- „Auf der gefahrenvollen Straße des öffentlichen Rechts“. Briefwechsel Carl Schmitt – Rudolf Smend 1921–1961, hrsg. v. Reinhard Mehring, Duncker & Humblot, Berlin, 2010.

## Legături externe
- de Rudolf Smend în Catalogul Bibliotecii Naționale a Germaniei (Informații despre Rudolf Smend • PICA • Căutare pe site-ul Apper)
- Dezision oder Integration: Carl Schmitt vs.Rudolf Smend, Beitrag von Maximilian Steinbeis in der Reihe Intellektuelle Gegenpole des Deutschlandfunks, 21 mai 2009.